# 윌 쿨루버
윌 쿨루바(Will Kuluva, 1917년 5월 2일 ~ 1990년 11월 6일)는 미국의 배우이다.
캔자스시티에서 태어났다.

## 출연 작품
- 0011 나폴레옹 솔로 - 스파이 인 더 그린 햇 (1966년)
- 0011 나폴레옹 솔로 - 구사일생 (1964년)
- 추격 (1959년)
- 오즈 어게인스트 투마로우 (1959년)
- 거리의 범죄 (1956년)

### 텔레비전
- 첩보원 0011 (1964년)
- 제5전선 (1966년)
- FBI (1965년)
- 형사 Q (1976년)
- 하와이 5-0수사대 (1968년)
- 비밀지령 (1968년)